# Lelego (re di Megara)
Nella mitologia greca, Lelego era il nome di uno dei figli di Poseidone e di Libia. Non va confuso con l'omonimo re di Laconia.

## Il mito
Lelego nacque in Egitto, come i suoi fratelli, e conquistò il regno di Megara dodici generazioni dopo il suo primo re Car, figlio di Foroneo.
Ebbe per figli Clesone, Biante e Pterelao. Da Clesone ebbe  2 nipoti: Cleso e Teuropoli che, secondo i  megaresi, trovarono il corpo di Ino quando questa si gettò in mare.
Fu succeduto dal figlio Clesone.

### Fonti
- Pausania libro I 44,3 - 39,6

### Moderna
- Luisa Biondetti, Dizionario di mitologia classica, Milano, Baldini&Castoldi, 1999, ISBN 88-8089-725-X.
- Anna Ferrari, Dizionario di mitologia, Litopres, UTET, 2006, ISBN 88-02-07481-X.